# Eco Rally Sanremo
L'Eco Rally Sanremo è una competizione automobilistica con base a Sanremo, riservata a veicoli alimentati tramite fonti di energia alternativa e inserita nel 2017 e nel 2018 nel programma della FIA E-Rally Regularity Cup.

## Albo d'oro
| Edizione | Vincitore                                                   | 2º classificato                                       | 3º classificato                                 |
| -------- | ----------------------------------------------------------- | ----------------------------------------------------- | ----------------------------------------------- |
| 2017     | Nicola Ventura (pilota) Guido Guerrini (co-pilota)          | Frédéric Mlynarczyk (pilota) Artur Prusak (co-pilota) | Fuzzy Kofler (pilota) Franco Gaioni (co-pilota) |
| 2018     | Frédéric Mlynarczyk (pilota) Christophe Marques (co-pilota) | Didier Malga (pilota) Anne-Valérie Bonnel (co-pilota) | Fuzzy Kofler (pilota) Franco Gaioni (co-pilota) |